# Furubjers gård

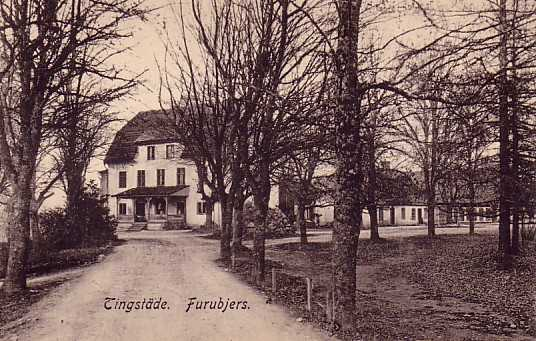
Furubjers gård på slutet av 1800-talet.

Furubjers gård, eller Furbjärs, är en herrgård i Tingstäde socken på Gotland.
Gården omtalas första gången 1571, och upptas i revisionsboken 1653 som ett helt skattehemman om 8 marklej. Furubjers ägdes 1797–1822 av handelsmannen Christopher Gazelius, som lät uppföra den nuvarande huvudbyggnaden och även anlägga parken vid gården. 1856–1864 ägdes Furubjers av Henrik Rüffel som bland annat bedrev brännvinsbränning vid gården. Efter en brand gjorde han konkurs och Furubjers såldes till stadsmäklaren Hugo af Sandeberg, som 1867 sålde den vidare till F W Grubb och konsul J P Stare.

Gården var under lång tid en kronogård, dvs den ägdes av staten, och tjänade då periodvis som boställe åt olika framträdande befattningshavare på Gotland, till exempel för Per Gustaf Emil Poignant, vilken var landshövding på Gotland 1883-1900.
Furubjers egendom omfattade 1940 460 hektar jord varav 75 hektar åker.
Parken som omger gården och genomflyts av Furubjersån (vilken längre nedströms byter namn till Ireån) har under lång tid använts som festplats.